# Magdalena Sadowska
Magdalena Sadowska (Świdnica, 26 de agosto de 1979) é uma voleibolista profissional polonêsa, jogadora da posição oposto. 

## Títulos
Clubes
Campeonato Polônia:
- 2002
- 2010[2]

Copa Alemã:
- 2008